# Izdenc
Izdenc (horvátul: Zdenci) falu és község (općina) Horvátországban Verőce-Drávamente megyében.

## Fekvése
Verőcétől légvonalban 45, közúton 51 km-re délkeletre, a magyar határtól 25 km-re délre, Szlavónia középső részén, a Drávamenti-síkságon, a Reka-patak partján fekszik.

## A község települései
A községhez Izdencen kívül Bankovci, Donje Predrijevo, Duga Međa, Grudnjak, Kutovi, Obradovci, Slavonske Bare és Zokov Gaj települések tartoznak.

## Története
Az emberi jelenlét első nyomai a község területén a római korig nyúlnak vissza. A rómaiak az i. e. 3. században kezdték meghódítani ezt a vidéket, melynek teljes birtokbavétele az 1. században fejeződött be. Izdenctől északra, a Dráva völgyében húzódott a Poetovio (Ptuj) városát Mursiával (Eszék) összekötő fontos római út. Izdenctől délkeletre egy másik római út is haladt, mely Incerum (Pozsega) és Nekcse (Nexe) érintésével vezetett Sisciából (Sziszek) Mursiára. A római civilizációnak számos nyoma maradt Izdenc közeli és távolabbi vidékén. A rómaiakat végül a népvándorlás űzte ki Pannónia területéről, ahova a 7. században megérkeztek az első szlávok, a mai horvátok ősei.
A középkorban is fontos kereskedelmi út vezetett itt át, az 1228-ban említett „via magna”. Izdenc területe a középkorban a raholcai uradalom része volt. Az uradalom részeként a Csák nembeli István báné, majd 1357-ig királyi birtok volt, ezután Zriny váráért és uradalmáért cserébe a Blagajiak kapták meg, majd az Újlakiaké, később Móré Lászlóé volt. Izdenc első írásos említése 1464-ben és 1483-ban történt „Zdencz”, illetve „Izdencz” néven a raholcai uradalom részeként. 1471-ben plébániáját is említik, bár nevét gyakran felcserélik a Brodhoz és a Daruvárhoz közeli hasonló nevű településekkel. A 16. századig a raholcai uradalom legnagyobb részét sűrű erdő borította, az erdőirtásokon pedig mintegy 80 kis település volt összesen mintegy 600 házzal. Az uradalom területéből a mai Izdenc község egyharmadot tett ki 25 falvacskával és mintegy 180 házzal. Ebből maga Izdenc mintegy tíz házzal és 40 lakossal részesedett. A térség falvai az 1532-es török hadjárat során pusztultak el először, majd 1537-ben közel 150 évre török uralom alá kerültek. A török uralom idején a térség a Pozsegai szandzsákhoz, azon belül a Raholcai náhijéhez tartozott. 1538-ban a Raholcai náhije területén 200 házat számláltak 300 fegyverforgató lakossal, melyből Izdenc 15 házzal és 20 katonáskodó lakossal részesedett.
Izdenc Szlavónia területével együtt az 1683 és 1699 közötti háború során szabadult fel a török uralom alól. A keresztény lakosság a harcok elől az Ilován túlra menekült. 1698-ban a török uralom alól felszabadított falvak összeírásában Izdenc „Oppidum desertum turcicum Zdenczy” néven 16 háztartással szerepel. Az 1702-es összeírásban 16 családot számláltak, közülük 8 őslakos család volt, 5 család a környező falvakból települt be, 3 szerb család pedig Boszniából érkezett. 1722-ben III. Károly király a raholcai uradalommal együtt gróf Cordua d' Alagon Gáspár császári tábornoknak adományozta. 1730-ban Pejácsevich Antal, Miklós és Márk vásárolták meg tőle, majd 1742-ben a raholcai uradalommal együtt a Mihalovics családnak adták el. 1775-ben a településen már 47 ház állt.
Az első katonai felmérés térképén „Dorf Sdencze” néven találjuk. Lipszky János 1808-ban Budán kiadott repertóriumában „Zdencze” néven szerepel. Nagy Lajos 1829-ben kiadott művében „Zdencze” néven 96 házzal, 557 katolikus és 55 ortodox vallású lakossal találjuk. 1857-ben 480, 1910-ben 1241 lakosa volt. 1910-ben a népszámlálás adatai szerint lakosságának 50%-a magyar, 44%-a horvát, 2%-a szerb, 2%-a cseh anyanyelvű volt. Verőce vármegye Nekcsei járásának része volt. Az első világháború után 1918-ban az új szerb-horvát-szlovén állam, majd később (1929-ben) Jugoszlávia része lett. 1991-ben lakosságának 88%-a horvát, 7%-a szerb nemzetiségű volt. 2011-ben 930, a községnek összesen 1904 lakosa volt.

## Lakossága
| Lakosság változása | Lakosság változása | Lakosság változása | Lakosság változása | Lakosság változása | Lakosság változása | Lakosság változása | Lakosság változása | Lakosság változása | Lakosság változása | Lakosság változása | Lakosság változása | Lakosság változása | Lakosság változása | Lakosság változása | Lakosság változása |
| ------------------ | ------------------ | ------------------ | ------------------ | ------------------ | ------------------ | ------------------ | ------------------ | ------------------ | ------------------ | ------------------ | ------------------ | ------------------ | ------------------ | ------------------ | ------------------ |
| 1857               | 1869               | 1880               | 1890               | 1900               | 1910               | 1921               | 1931               | 1948               | 1953               | 1961               | 1971               | 1981               | 1991               | 2001               | 2011               |
| 480                | 612                | 623                | 769                | 1.060              | 1.241              | 1.165              | 1.013              | 979                | 1.197              | 1.029              | 988                | 1.089              | 1.122              | 1.058              | 930                |

## Nevezetességei
Mihály arkangyal tiszteletére szentelt római katolikus temploma 1835-ben épült.

## Kultúra
- A település kulturális és művészeti egyesülete a KUD „Zdenac”, melyet 1978-ban alapítottak. Az egyesületnek ma énekkara és folklór csoportja működik. Az egyesület által szervezett kulturális rendezvények a „Maškare”, a „Zdenački divani”, a „Zdenački susreti” és Karácsonyi koncertek.
- Zokov Gaj településen a Matica Slovačka szlovák kulturális és művészeti egyesület helyi csoportja működik.
- Képzőművészeti klub
- Az elemi iskola könyvtára

## Oktatás
A község elemi iskolája Ivan Goran Kovačić költő, író, újságíró és kritikus nevét viseli

## Sport
- NK Sloga Zdenci labdarúgóklub
- KK Obrtnik Zdenci tekeklub
- ŠRK Linjak Zdenci sporthorgászklub
- ŠŠK Izvor iskolai sportklub